# Fotbalový talent
Fotbalový talent (v anglickém originále All American) je americký dramatický televizní seriál. Jeho autorkou je April Blair. Vysílán je na stanici The CW od 10. října 2018. Seriál je inspirován životem hráče amerického fotbalu Spencera Paysingera.
Ze seriálu Fotbalový talent byl v roce 2022 odvozen seriál Sportovní talent: Návrat.

## Příběh
Středoškolák Spencer James studuje na škole ve čtvrti Crenshaw na jihu Los Angeles a zároveň se věnuje americkému fotbalu. Jako talentovaný hráč je osloven, aby hrál za tým střední školy z Beverly Hills. Zjistí však, že světy Crenshaw a Beverly Hills jsou diametrálně odlišné.

## Obsazení
- Daniel Ezra jako Spencer James
- Taye Diggs jako Billy Baker
- Samantha Logan jako Olivia Bakerová
- Bre-Z jako Tiana „Coop“ Cooperová
- Greta Onieogou jako Leila Faisalová
- Monet Mazur jako Laura Fine-Bakerová
- Michael Evans Behling jako Jordan Baker
- Cody Christian jako Asher Adams
- Karimah Westbrook jako Grace Jamesová
- Jalyn Hall jako Dillon James

## Vysílání
| Řada | Díly          | Premiéra v USA | Premiéra v USA    | Premiéra v ČR      | Premiéra v ČR  |
| Řada | Díly          | První díl      | Poslední díl      | První díl          | Poslední díl   |
| ---- | ------------- | -------------- | ----------------- | ------------------ | -------------- |
| 1    | 16            | 10. října 2018 | 20. března 2019   | 28. listopadu 2018 | 17. dubna 2019 |
| 2    | 16            | 7. října 2019  | 9. března 2020    | 8. ledna 2020      | 22. dubna 2020 |
| 3    | 19            | 18. ledna 2021 | 19. července 2021 | 22. května 2021    | 1. října 2021  |
| 4    | 20            | 25. října 2021 | 23. května 2022   | 23. února 2022     | bude oznámeno  |
| 5    | bude oznámeno | bude oznámeno  | bude oznámeno     | bude oznámeno      | bude oznámeno  |

Objednání seriálu bylo oznámeno v květnu 2018. Premiéra úvodní dílu proběhla 10. října 2018 a ještě před ní zakoupila stanice The CW pět dalších scénářů. V listopadu televize oznámila, že seriál získal tři díly navíc, a tedy celosezónní první řadu s celkovým počtem 16 epizod. Objednávka druhé řady byla potvrzena dne 24. dubna 2019, premiéru měla 7. října 2019. O den později stanice oznámila, že objednala pro druhou sérii tři další díly; celkově tak měla opět 16 epizod. Dne 7. ledna 2020 televize The CW uvedla, že objednává třetí řadu seriálu, která měla premiéru v lednu 2021. V únoru 2021 byla oznámena objednávka čtvrté série, jejíž první díl byl uveden v říjnu 2021, a v březnu 2022 došlo k oznámení páté řady.